# Overeenkomst voor het internationale vervoer van gevaarlijke goederen over de weg
De Overeenkomst voor het internationale vervoer van gevaarlijke goederen over de weg (ADR) is een overeenkomst waarbij 54 landen zijn aangesloten, waaronder België (sinds 25 augustus 1960) en Nederland (sinds 1 november 1963). Deze overeenkomst, ook bekend als het ADR, bevat bepalingen voor het veilig vervoer van gevaarlijke goederen over de weg. 
De afkorting ADR was oorspronkelijk van de Franse benaming van de overeenkomst: Accord européen relatif au transport international des marchandises Dangereuses par Route, die in 2021 is gewijzigd. Ondanks deze wijziging bleef de afkorting onveranderd.

## Geschiedenis
De Overeenkomst is op 30 september 1957 te Genève tot stand gekomen onder toezicht van de Economische Commissie voor Europa van de Verenigde Naties (UNECE) en is op 29 januari 1968 in werking getreden. De Overeenkomst zelf is gewijzigd bij het Protocol tot wijziging van artikel 14, lid 3, dat op 21 augustus 1975 te New York is gesloten en op 19 april 1985 in werking is getreden.
Het ADR is sinds haar inwerkingtreding regelmatig gewijzigd en bijgewerkt; de meest recente versie is momenteel het ADR 2025.

## Inhoud van de overeenkomst
De overeenkomst zelf is volgens de UNECE beknopt en ongecompliceerd. Het belangrijkste artikel is het tweede, waarin wordt bepaald dat, afgezien van bepaalde uitzonderlijk gevaarlijke goederen, andere gevaarlijke goederen internationaal mogen worden vervoerd in wegvoertuigen, mits aan de volgende voorwaarden wordt voldaan:
- het voldoet aan de bepalingen van bijlage A van de overeenkomst voor de goederen in kwestie, met name wat verpakking en etikettering betreft;
- het voldoet aan de voorwaarden van bijlage B van de overeenkomst, met name wat betreft de constructie, de uitrusting en de werking van het voertuig dat de goederen in kwestie vervoert.[4]

## Structuur van de bijlagen

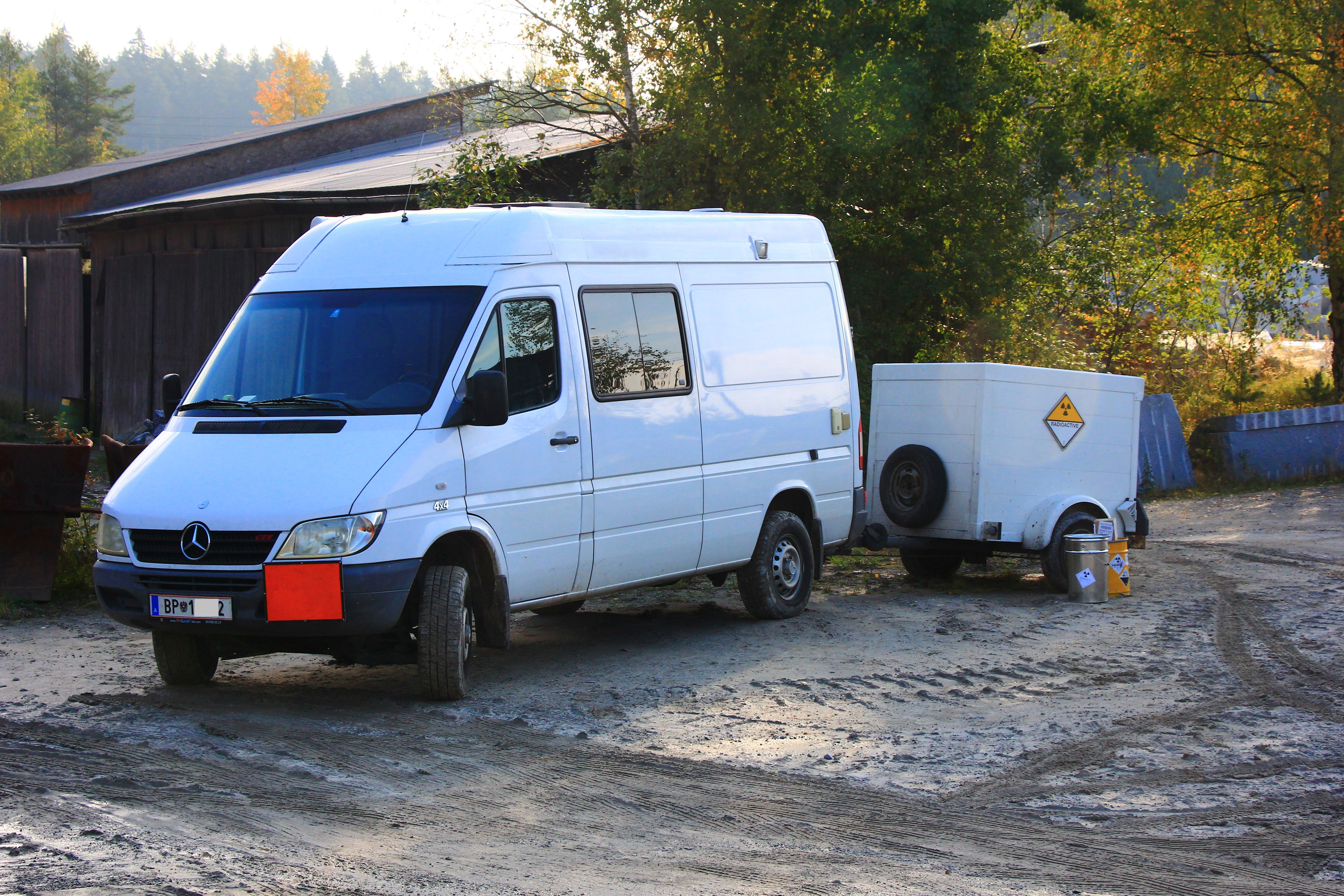
Een bedrijfswagen met aanhanger gekenmerkt en geëtiketteerd voor het vervoer van radioactieve stoffen als stukgoed.

De structuur van de bijlagen is in overeenstemming met de wet- en/of regelgeving met betrekking tot het vervoer van gevaarlijke stoffen over zee, de binnenwateren, per spoor en door de lucht.
De bijlagen zijn als volgt ingedeeld:
Bijlage A: Algemene voorschriften en voorschriften met betrekking tot de gevaarlijke stoffen en voorwerpen
- Deel 1: Algemene voorschriften;
- Deel 2: Classificatie;
- Deel 3: Lijst van de gevaarlijke goederen, bijzondere bepalingen en vrijstellingen met betrekking tot het vervoer van gevaarlijke goederen verpakt in gelimiteerde- en vrijgestelde hoeveelheden;
- Deel 4: Voorschriften voor verpakkingen en de tanks;
- Deel 5: Procedures voor de verzending;
- Deel 6: Voorschriften voor de constructie en beproeving van verpakkingen, IBC's (Intermediate Bulk Containers), grote verpakkingen en tanks;
- Deel 7: Voorschriften voor het vervoer, het laden, lossen en de behandeling.

Bijlage B: Bepalingen betreffende de vervoermiddelen en het vervoer
- Deel 8: Voorschriften voor de bemanning, uitrusting en exploitatie van het voertuig en documentatie;
- Deel 9: Voorschriften voor de constructie en goedkeuring van voertuigen.[3][5][6]

## Opleidingen en cursussen
Het ADR schrijft voor dat personen die rollen vervullen zoals onder andere afzender, vervoerder en verpakker van gevaarlijke stoffen opgeleid moeten zijn voor deze rollen. De opleidingen moeten, afhankelijk van de verantwoordelijkheden en taken van de desbetreffende persoon, het volgende bevatten:
- Een algemene bewustmaking;
- een functiespecifieke opleiding;
- een veiligheidsopleiding.

De opleiding moet periodiek worden aangevuld door een bijscholingscursus om rekening te houden met de wijzigingen in de voorschriften.
In het bijzonder moeten veiligheidsadviseurs en chauffeurs die niet vrijgsteld zijn van ADR hoofdstuk 8.2 bij een erkende instantie een examen afleggen voordat zij hun taken mogen uitvoeren.

## Het ADR in Nederland

Gemeenten in Nederland kunnen routes aanwijzen waarover bepaalde gevaarlijke stoffen moeten worden vervoerd. Deze routes worden aangeduid met onder andere dit verkeersbord (K14).

### Wet en Regelgeving
Het vervoer van gevaarlijke stoffen over de weg is in Nederland geregeld in de Wet vervoer gevaarlijke stoffen (WVGS), die nader is uitgewerkt in het Besluit vervoer gevaarlijke stoffen (BVGS) en in de Regeling vervoer over land van gevaarlijke stoffen (VLG).
Het VLG bevat vier bijlagen met specifieke voorschriften voor het vervoer van gevaarlijke stoffen over de weg en is als volgt opgebouwd:
- bijlage 1: de Nederlandse vertaling van het ADR;
- bijlage 2: aanvullende voorschriften;
- bijlage 3: erkende instanties;
- bijlage 4: rijkskeuringsvoorschriften betreffende het vervoer over land van gevaarlijke stoffen.[10][11]

Het ADR is in het Koninkrijk der Nederlanden alleen van toepassing in het Koninkrijk binnen Europa, en niet in het Caribisch deel van het Koninkrijk.

### Beroepsexamens
Examens voor de veiligheidsadviseur ADR en de chauffeur vervoer gevaarlijke stoffen worden afgenomen door het Centraal Bureau Rijvaardigheidsbewijzen.

### Toezichthouders
De Inspectie Leefomgeving en Transport (ILT) van het ministerie van Infrastructuur en Waterstaat is belast met de controle op naleving van het ADR. Het Ministerie van Defensie heeft zijn eigen toezichthouder: het Korps Militaire Controleurs Gevaarlijke Stoffen (KMCGS), dat toeziet op het veilige vervoer van gevaarlijke stoffen binnen het Ministerie.

## Het ADR in België
Het ADR is vanuit de richtlijn 2008/68/EC omgezet in Belgisch recht door het Koninklijk Besluit van 28 juni 2009, en van toepassing gemaakt voor nationaal vervoer, waardoor de internationale regels ook van kracht zijn binnen België.
Naast het Koninklijk Besluit waarin het ADR geborgd is zijn ook de volgende Koninklijke Besluiten van toepassing:
- KB 2003 Opleidingscentra: Koninklijk Besluit betreffende de opleiding van bestuurders van transporteenheden die andere gevaarlijke goederen dan radioactieve stoffen over de weg vervoeren;
- KB 2006 Veiligheidsadviseurs: Koninklijk Besluit betreffende de aanwijzing en de beroepsbekwaamheid van veiligheidsadviseurs voor het vervoer van gevaarlijke goederen over de weg, per spoor of over de binnenwateren;
- KB 2009 ADR: Koninklijk Besluit betreffende het vervoer via de weg of per spoor van gevaarlijke stoffen, met uitzondering van ontplofbare en radioactieve stoffen.[5]

Het vervoer van gevaarlijke stoffen behoort tot de bevoegdheden van de gewesten Vlaanderen, Brussels Hoofdstedelijk Gewest en Wallonië.

### Soortgelijke overeenkomsten
- het Europees Verdrag inzake het internationale vervoer van gevaarlijke goederen over de binnenwateren (ADN)
- het Reglement betreffende het internationaal spoorwegvervoer van gevaarlijke goederen (RID)
- Technische instructies voor het veilige vervoer van gevaarlijke goederen door de lucht (ICAO-TI)
- Internationale Code voor het vervoer van gevaarlijke stoffen over zee (IMDG-Code)

### Overige gerelateerde pagina's
- ADR-gevarenklassen en -labels
- Gevaarsidentificatienummer
- Stofidentificatienummer
- Wetgeving gevaarlijke stoffen

### Nederland
- ADR informatiepagina van het Rijksinstituut voor Volksgezondheid en Milieu (RIVM)
- Tunnelbeperkingen volgens ADR 1.9.5
- Vereniging voor Veiligheidsadviseurs Vervoer Gevaarlijke Stoffen

### België
- Belgian Safety Advisors Association
- Tunnelbeperkingen volgens ADR 1.9.5

### Internationaal
- International Association of Dangerous Goods Safety Advisers